# 大追捕

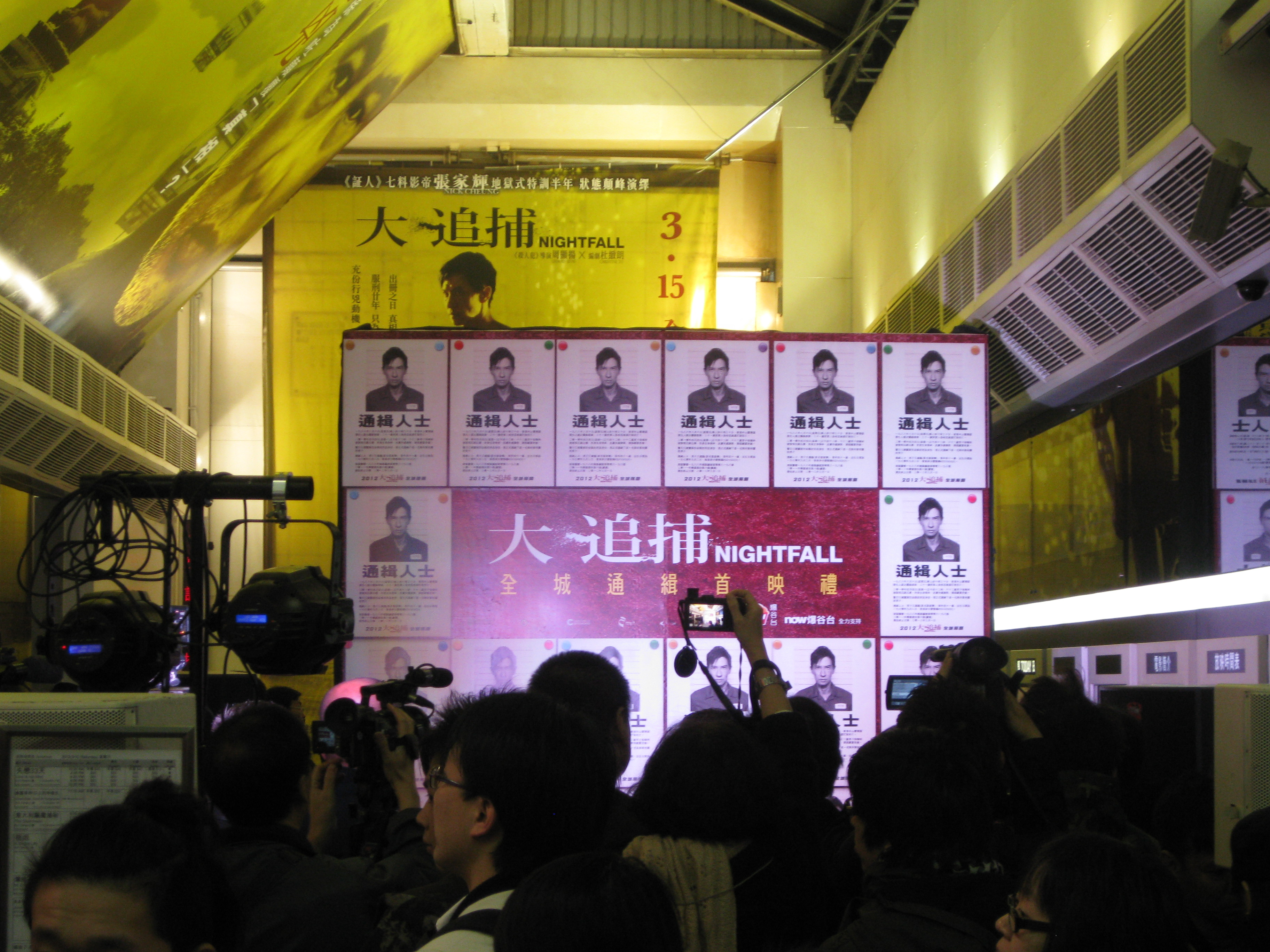
大追捕在旺角百老匯戲院舉行的首映禮

《大追捕》（英語：Nightfall）是一部香港電影，由周顯揚導演，黃偉亮任動作設計，張家輝及任達華領銜主演。2012年3月15日，於香港及中國大陸上映。電影以香港著名景點昂坪360以及在香港知專設計學院作實景拍攝。

## 剧情
39歲的王遠陽（張家輝飾）20年前涉及謀殺少女徐依雲，就已謀殺罪名入獄。如今刑期屆滿，假釋出獄，王遠陽卻偶遇相貌跟當年死者徐依雲極之相似的少女徐雪（文詠珊飾）。深感震撼的王遠陽，不由自主地跟蹤徐雪，日以繼夜暗中監視徐雪及其家人的一舉一動……
警探林正忠（任達華飾），因為妻子（鄭希怡飾）跳樓自殺身亡，始終未能釋懷，唯獨寄情工作，忽略了女兒（顏卓靈飾）。同時，剛出獄不久的王遠陽涉及一宗海邊燒焦男屍案，而男死者正是徐雪的父親—著名中英混血指揮家徐翰林（王敏德飾）。在警方追查有關此案的線索之際，王遠陽竟趁亂闖入徐宅，意圖挑戰警方。而林正忠決意把調查範圍擴大，繼而翻查出20年前年青時期的王遠陽被控因強姦未遂而殺人入獄一案。另外在此時林的屬下歐陽螢（謝安琪飾）等人卻發現眾多證據都指向殺死徐翰林的兇手為王遠陽……
當大家發現被王遠陽顛覆了追查真兇的正確方向後，林正忠轉回先入為主認為是受害人的徐雪母女所出現的不對勁行爲，於是在審問徐雪母所得出的真相，讓整件案變得複雜的同時，真相也隨之呼之欲出……

## 演員表
| 演員   | 角色   | 關係／暱稱 |
| 任達華 | 林正忠 | 警察 歐陽螢之上司，5年前因爲妻子離奇自殺而沒有遺書，而變得神經質，初時雖然有針對剛出獄的王遠陽，因爲很多證據證明他謀殺徐翰林，但最後因爲徐雪母女不對勁的行爲終於慢慢發現了一切真相，可是當他知道了所有真相的時候，面前只見到王遠陽屍體。最後真兇徐雪自首，林正忠沒有起訴她。 少年由黃嘉樂飾演 |
| 張家輝 | 王遠陽 | 通緝犯 本來是徐依雲男友，並珠胎暗結，令徐翰林大爲震怒，後來徐翰林誤殺徐依雲，巧妙地嫁禍王遠陽令其飽受20年牢獄之苦。曾經使用利筆插動脈自殺，不果，結果練成一身鋼鐵肌肉，並重創4名兇惡大哥，發誓出獄後徒手殺害徐翰林。但當出獄後打算報仇的一刻卻剛好親眼目擊親生女兒徐雪把徐翰林推下樓跌死一刻，急中生智，把屍體拖到海邊毒打和破壞，並假造自己是兇手的證據。後來卻被林正忠慢慢發現真相，於是不斷挑起警方的追捕，製造自己是一個危險人物的氣氛，最後一刻在國際金融中心在林正忠面前跳樓自殺，並使用定時留言給林正忠，林正忠面對王遠陽屍體大哭起來，最後親生女兒自首，林正忠沒有對其身世說出真相，但要徐雪好好記住王遠陽這個人怎樣幫了她。 少年由竇驍飾演 |
| 文詠珊 | 徐依雲 | 本是王遠陽女友，並珠胎暗結誕下徐雪，本來想和王遠陽私奔，可是被徐翰林發現並誤殺，徐翰林還巧妙嫁禍給王遠陽，令其白受20年牢獄之苦。 |
| 文詠珊 | 徐雪   | 王遠陽和徐依雲珠胎暗結的女兒，長大了跟親母徐依雲很相似，也常被喝醉了酒的養父徐翰林毒打，終於有一次錯手把徐翰林推下樓致死。王遠陽死後向林正忠自首，可是沒有被其起訴，林正忠沒有透露王遠陽是其生父，但要徐雪記住他，最後一邊看着王遠陽的遺照大哭起來。 |
| 謝安琪 | 歐陽螢 | 警察 林正忠之下屬 喜歡林正忠 |
| 王敏德 | 徐翰林 | 著名音樂男高音 徐依雲、徐雪養父 控制徐雪並對其有不正常的情感 因酒性大發殺害徐依雲 被徐雪錯手殺害 隨後被王遠陽毀屍滅跡 |
| 余安安 | 徐太   | 徐翰林妻子 徐依雲、徐雪養母 |
| 張國強 |        | 警察 |
| 駱應鈞 | sir    | 高級警司 林正忠之上司 |
| 盧惠光 |        | 犯人 |
| 洪卓立 |        | 徐雪同學 |
| 顏卓靈 |        | 林正忠女兒 |
| 劉家輝 | 龍叔   | 退休警察 |
| 周子駒 | 王遠泰 | 王遠陽之弟 |
| 恭碩良 |        | 攝影師 |
| 鄭希怡 | 林太   | 林正忠妻子 (於5年前跳樓自殺身亡)（客串） |
| 陸浩明 |        | 法醫官（客串） |
| 周子揚 | 張立強 | 警察 |
| 傅千盈 |        | 路人 |
| 關逸基 | 關逸東 | 警察 |
| 田壯壯 |        | 粵語版由秦沛配音 |

## 奬項及提名
| 年度   | 頒獎典禮             | 獎項       | 姓名           | 結果 |
| ------ | -------------------- | ---------- | -------------- | ---- |
| 2012年 | 第32屆香港電影金像獎 | 最佳男主角 | 張家輝         | 提名 |
| 2012年 | 第32屆香港電影金像獎 | 新晉導演   | 周顯揚         | 獲獎 |
| 2012年 | 第49屆金馬獎         | 最佳男主角 | 張家輝         | 提名 |
| 2012年 | 第49屆金馬獎         | 最佳剪接   | 張嘉輝         | 提名 |
| 2012年 | 第49屆金馬獎         | 最佳音效   | 曾景祥、黎志雄 | 獲獎 |

## 評價
蘋果日報的黃國兆表示：「《大追捕》明顯看到韓片《原罪犯》(Old Boy) 的影子，两者都是義無反顧的復仇故事。在技術層面，本片是專業的，尤其是林國華的攝影，是我看畢全片的推動力。」
頭條日報的葉念琛表示：「今次《大》片杜緻朗和周顯揚在結局處理上做到出人意表，亦有足夠的說服力，當然資深影迷還會看出電影某些橋段其實脫胎自《神探伽利略》電影版和波蘭斯基的《唐人街》。」

## 票房
| 上一届： 《桃姐》 | 2012年香港一週票房冠軍 第12週（3月19日－3月25日） | 下一届： 《春嬌與志明》 |

2012年十大華語片，全年票房第七位